# Сельхозтехника (Саратовский район)
Сельхозтехника — посёлок в Саратовском районе Саратовской области России. С 1 января 2021 года входит в состав городского округа Саратова. 

## Физико-географическая характеристика
Посёлок расположен на юге Саратовского района. Расстояние до административного центра села Багаевка - менее 3 км, до областного центра составляет 19 км. С областным центром Сельхозтехника связана автодорогой с твёрдым покрытием. Регулярное автобусное сообщение осуществляется из ближайшего села Багаевка.
Часовой пояс
посёлок Сельхозтехника, как и вся Саратовская область, находится в часовой зоне МСК+1. Смещение применяемого времени относительно UTC составляет +4:00.
Уличная сеть
В посёлке Сельхозтехника четыре улицы: Комсомольская, Новая, огородная и Рабочая. К населённому пункту относится промышленная территория Звёздочка. 

## Население
| 2002 | 2010 |
| ---- | ---- |
| 341  | →341 |